# Echiura
Classe
Les Échiuriens (Echiura) sont une classe de vers marins à larve trochophore de l'embranchement des Annélides.

## Historique
Les échiuriens ont été décrits par Peter Simon Pallas en 1766, et formalisés par Lacaze-Duthiers en 1858. Du fait de leur absence de segmentation, ils ont souvent été considérés comme un embranchement distinct des Annélides, mais les analyses de phylogénie moléculaire confirment leur appartenance (comme celle des Siponcles) à cet embranchement.

## Description

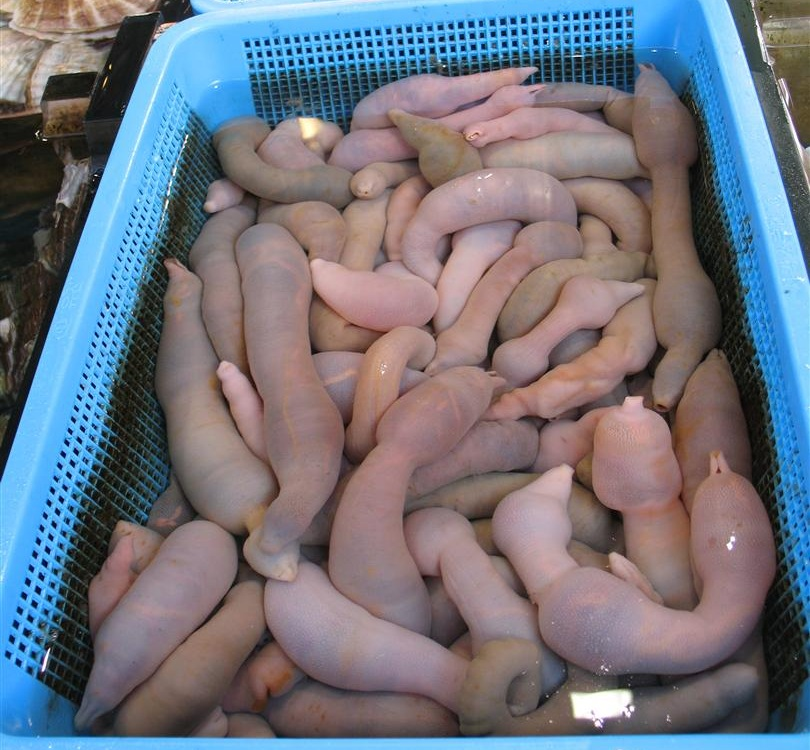
L'espèce Urechis unicinctus est commercialisée en Asie du Sud-Est sous le nom de Penis fish.

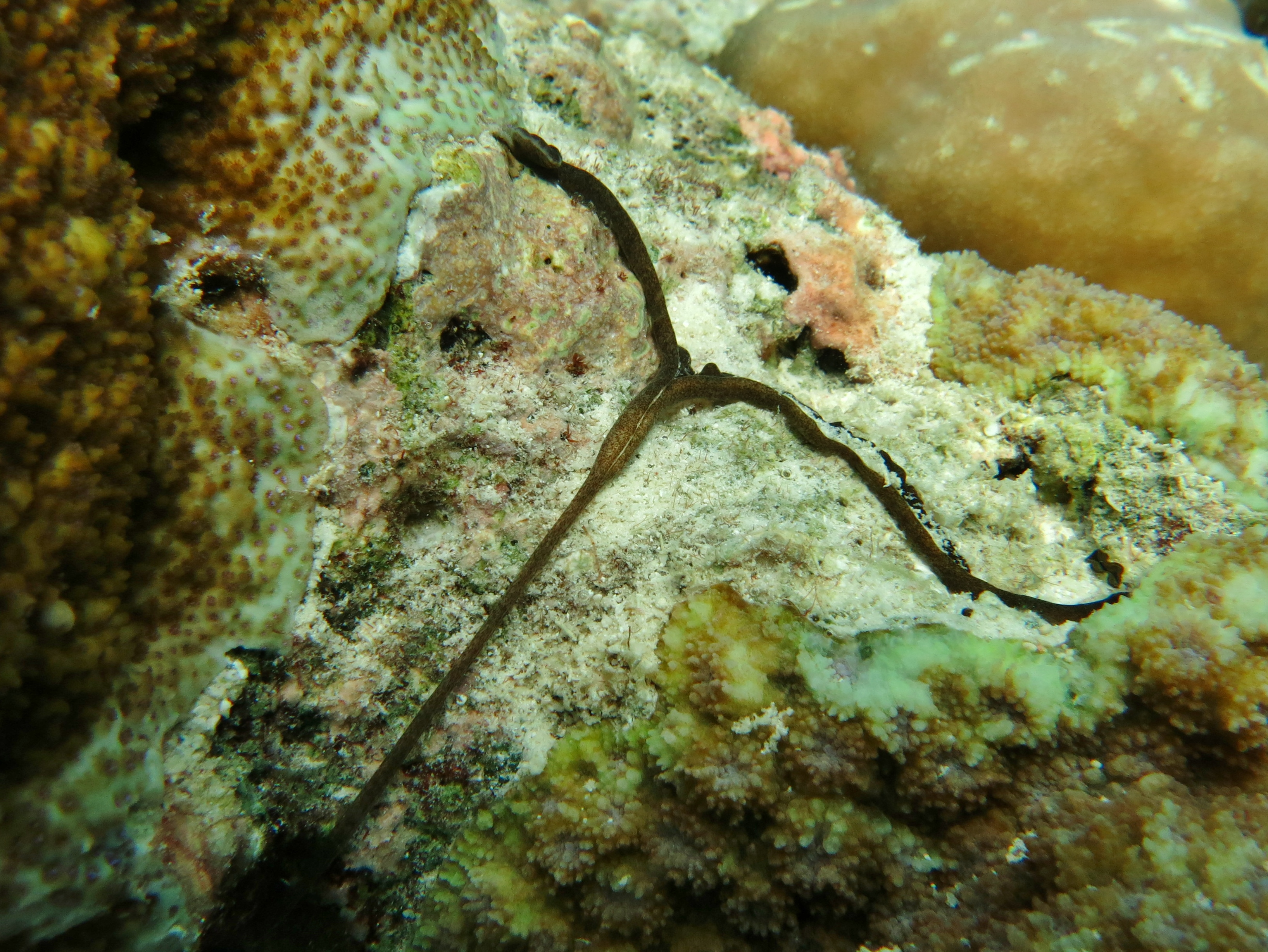
La trompe d'un ver échiurien aux Maldives.

Les Échiuriens sont de petits vers non segmentés, au corps ramassé en masse et généralement dissimulé dans le substrat ou dans une cavité. On n'en voit généralement que la trompe, beaucoup plus longue que le reste du corps, et qui se divise en deux sur sa dernière partie, pour former un « T » caractéristique. Cette trompe sert à chasser de la nourriture, et se rétracte assez rapidement quand elle en a trouvé ou quand elle est dérangée (par le doigt d'un plongeur, par exemple). Le mâle vit généralement comme quasi-parasite de la femelle, beaucoup plus petit qu'elle et biologiquement limité à sa fonction reproductrice. 

## Aire géographique
On trouve des vers échiuriens dans presque toutes les mers, y compris sur les côtes françaises. 

## Phylogénie
| Selon World Register of Marine Species (25 novembre 2017) : - sous-classe Echiura - ordre Echiuroidea - sous-ordre Bonelliida - famille Bonelliidae Lacaze-Duthiers, 1858 - famille Ikedidae Bock, 1942 - sous-ordre Echiurida - famille Echiuridae Quatrefages, 1847 - famille Thalassematidae Forbes & Goodsir, 1841 - famille Urechidae Fisher & Macginitie, 1928 - Echiura incertae sedis | Selon ITIS (25 novembre 2017) : - sous-classe Echiura - ordre Bonelliida - famille Bonelliidae Lacaze-Duthiers, 1858 - famille Thalassematidae - ordre Echiurida - famille Echiuridae Quatrefages, 1847 - famille Ikedidae Bock, 1942 - famille Urechidae Monro, 1927 |

| Selon NCBI (23 déc. 2010) : - ordre Echiuroinea Bock, 1942 - famille Bonelliidae Lacaze-Duthiers, 1858 - famille Echiuridae Quatrefages, 1847 - ordre Xenopneusta Fisher, 1946 - famille Urechidae | Selon Animal Diversity Web (23 déc. 2010) : - ordre Echiuroidea - famille Bonelliidae - famille Echiuridae - ordre Heteromyota - famille Urechidae - ordre Xenopneusta - famille Ikedaidae |

## Galerie

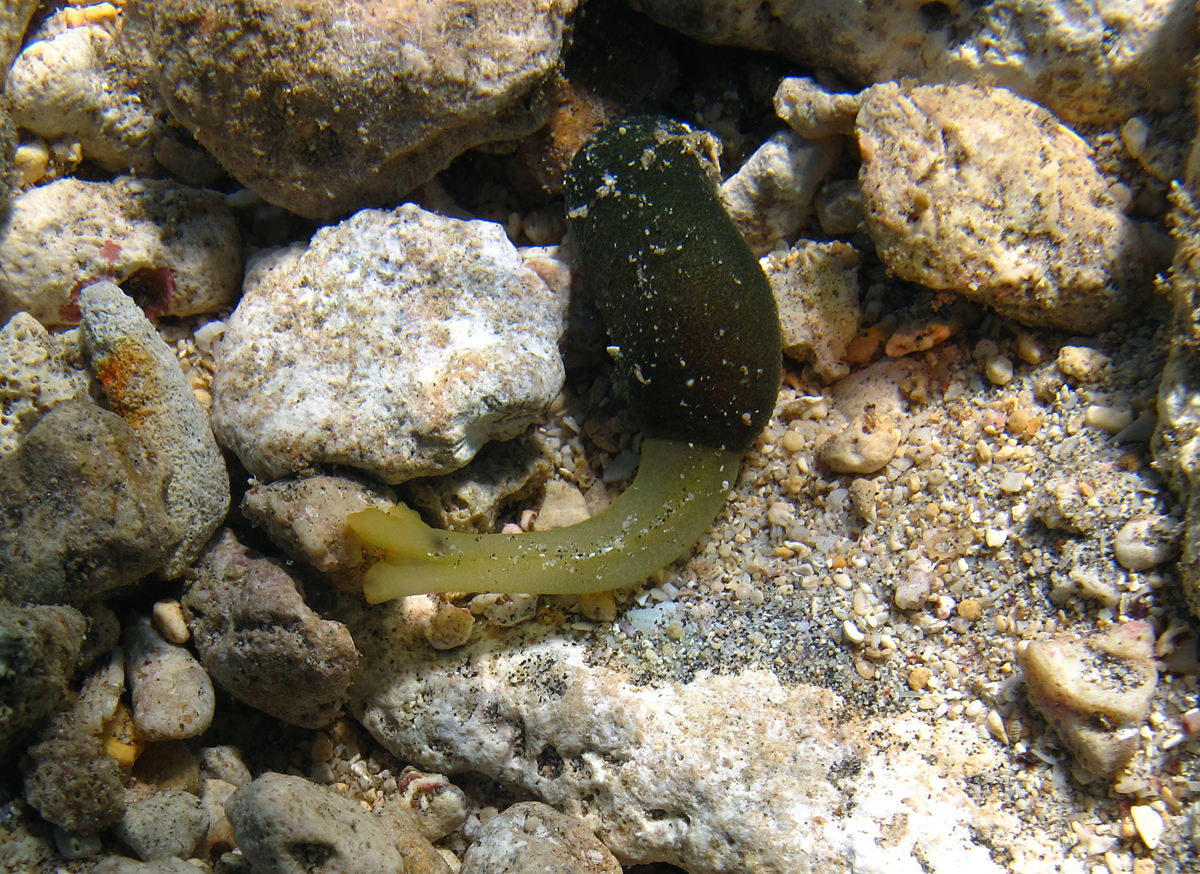
Un échiurien de la famille des Bonelliidae
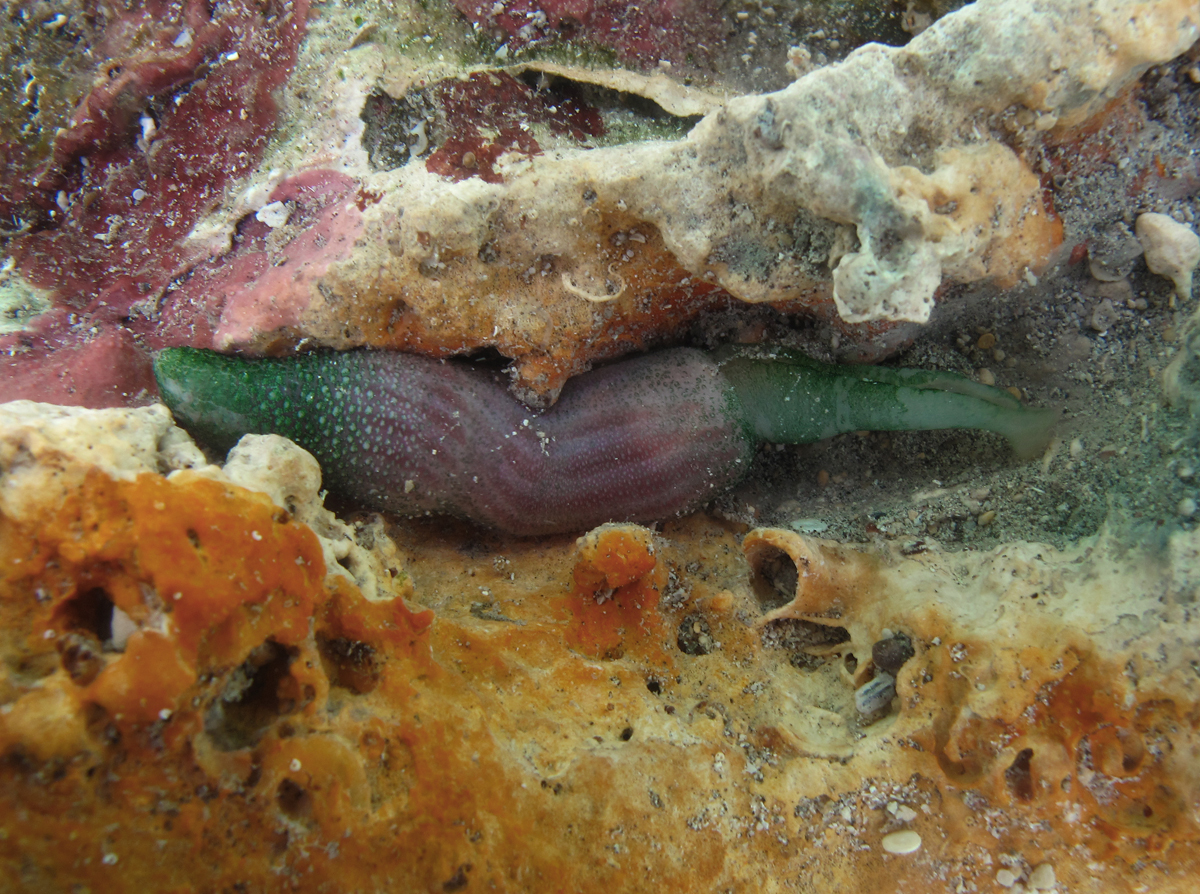
Ochetostoma erythrogrammon, un échiurien de la famille des Echiuridae
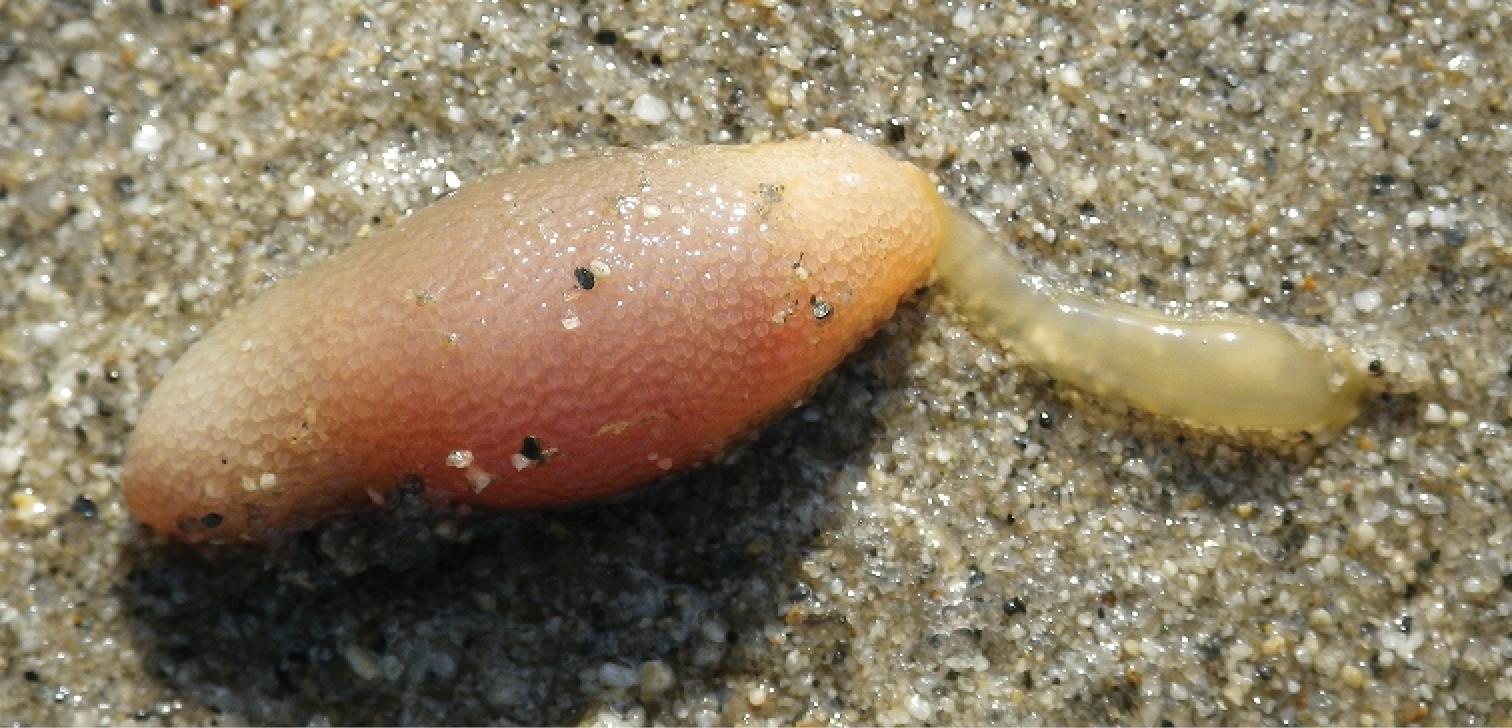
Arhynchite hayaoi, un échiurien de la famille des Thalassematidae
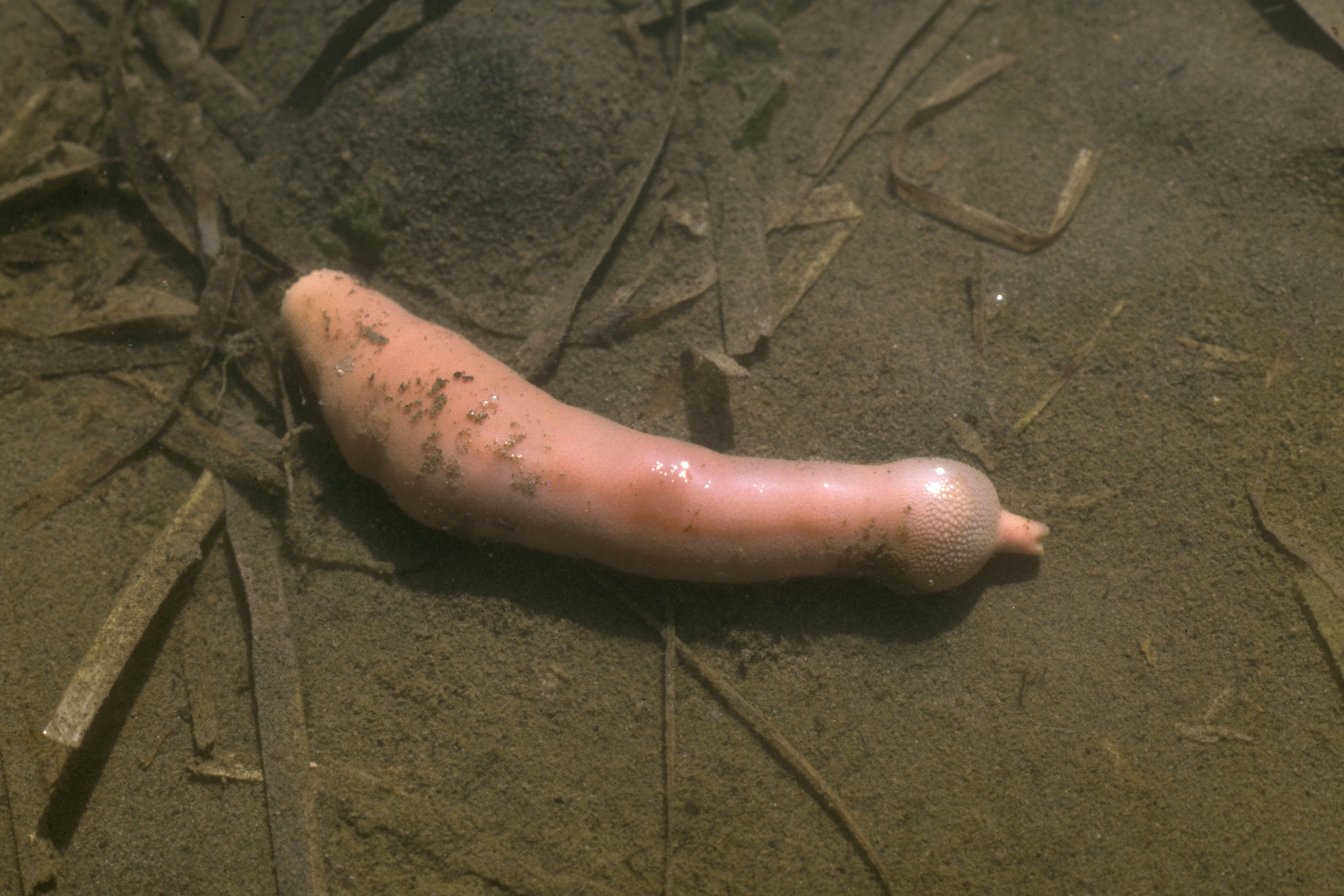
Urechis unicinctus, un échiurien de la famille des Urechidae

## Dans la culture populaire
La forme suggestive de certaines espèces (comme Urechis unicinctus) leur fait prêter des vertus aphrodisiaques en Asie du Sud-Est, où ces animaux font l'objet d'une pêche commerciale intense.